# Lampsilis abrupta
Lampsilis abrupta е вид мида от семейство Unionidae. Видът е уязвим и сериозно застрашен от изчезване.

## Разпространение и местообитание
Разпространен е в САЩ (Алабама, Арканзас, Вирджиния, Западна Вирджиния, Илинойс, Индиана, Кентъки, Луизиана, Мисури, Ню Йорк, Охайо, Пенсилвания и Тенеси).
Обитава пясъчните дъна на сладководни басейни и реки.

## Описание
Популацията на вида е намаляваща.